# August von Werder
Karl Friedrich Wilhelm Leopold August Graf von Werder  (Schloßberg bij Norkitten in Oost-Pruisen, nu Междуречье in Rusland, 12 september 1818 - Gut Grüssow in Pommeren, nu Gruszewo in Polen, 12 september 1887) was een Pruisisch militair. Hij bracht het tot generaal der Infanterie.
Hij bracht niet zijn gehele loopbaan in Pruisische dient door; tussen 1842 en 1846 was hij Russisch officier en vocht hij in de Kaukasus. Terug in Pruisen vervolgde hij zijn loopbaan als officier in de Generale Staf.
In de Duitse Oorlog van 1866 leidde hij als luitenant-generaal zijn troepen, de IIIe divisie, tijdens de Slag bij Jičín en in de beslissende Slag bij Sadová.
In de Frans-Duitse Oorlog van 1870 belegerde en veroverde Von Werder de Franse stad Straatsburg. Hij veroverde ook Dijon en versloeg de Fransen in de Slag aan de Lisaine. Hij verwierf het grootkruis van het IJzeren Kruis en ontving een dotatie van 200.000 taler. Later schonk de Duitse keizer hem de grafelijke titel. August von Werder droeg ook de Orde Pour le Mérite.
In Duitsland werd de befaamde officier na zijn dood geëerd met naar hem genoemde straten.

## Militaire loopbaan
- Sekonde-Lieutenant: 14 juni 1825
- Premier-Leutnant: 1842/43
- Hauptmann: 1846
- Major:
- Oberstleutnant: 1853
- Oberst: 1859
- Generalmajor: 1863
- Generalleutnant: 1866
- General der Infanterie: 27 september 1870[1]

## Decoraties
- Orde van de Zwarte Adelaar (Pruisen) met Schakelketting
- Grootkruis in de Orde van de Rode Adelaar met Eikenloof en Zwaarden op 22 januari 1871
- Grootofficier met Ster in de Huisorde van Hohenzollern op 22 september 1877
- Pour le Mérite op 20 september 1866[1]
- Eikenloof op 18 januari 1871[1]
- Grootkruis van het IJzeren Kruis op 22 maart 1871[1]
- IJzeren Kruis 1813, 1e klasse en 2e Klasse
- Hospitaalorde van Sint-Jan (balije Brandenburg)
- Ereridder
- Onderscheiding voor Trouwe Dienst (Pruisen)
- Erekruis der Eerste Klasse in de Huisorde van Hohenzollern met Zwaarden
- Huisorde van de Trouw
- Grootkruis in de Militaire Karl-Friedrich-Verdienstorde op 6 april 1871
- Grootkruis in de Orde van de Leeuw van Zähringen met Zwaarden en de gouden Kroon met Brillanten op 14 oktober 1875
- Grootkruis in de Orde van Militaire Verdienste (Beieren) op 4 april 1871
- Grootkruis in de Ludwigsorde (Hessen)
- Militair Kruis van Verdienste (Mecklenburg-Schwerin), 1e Klasse op 4 december 1866
- Vorstelijk Schwarzburgs Erekruis, 1e Klasse
- Grootkruis in de Kroonorde (Württemberg)
- Grootkruis in de Militaire Orde van Verdienste (Württemberg) op 1 februari 1871
- Commandeur, 2e Klasse in de Orde van Verdienste van Adolf van Nassau met Zwaarden op 16 april 1861
- Commandeur in de Leopoldsorde (Oostenrijk) op 19 december 1863
- Alexander Nevski-orde op 20 juni 1871
- Orde van de Witte Adelaar (Polen)
- Orde van Sint-Anna, 1e Klasse
- Orde van Sint-Stanislaus, 1e Klasse op 11 juni 1864
- Medaille voor het beëindigen van de veldtocht in de Kaukasus op 16 september 1864 (Russisch)
- Orde van Sint-George (Rusland), 3e Klasse op 30 oktober 1870
- Orde van Sint-Vladimir, 4e Klasse[2]

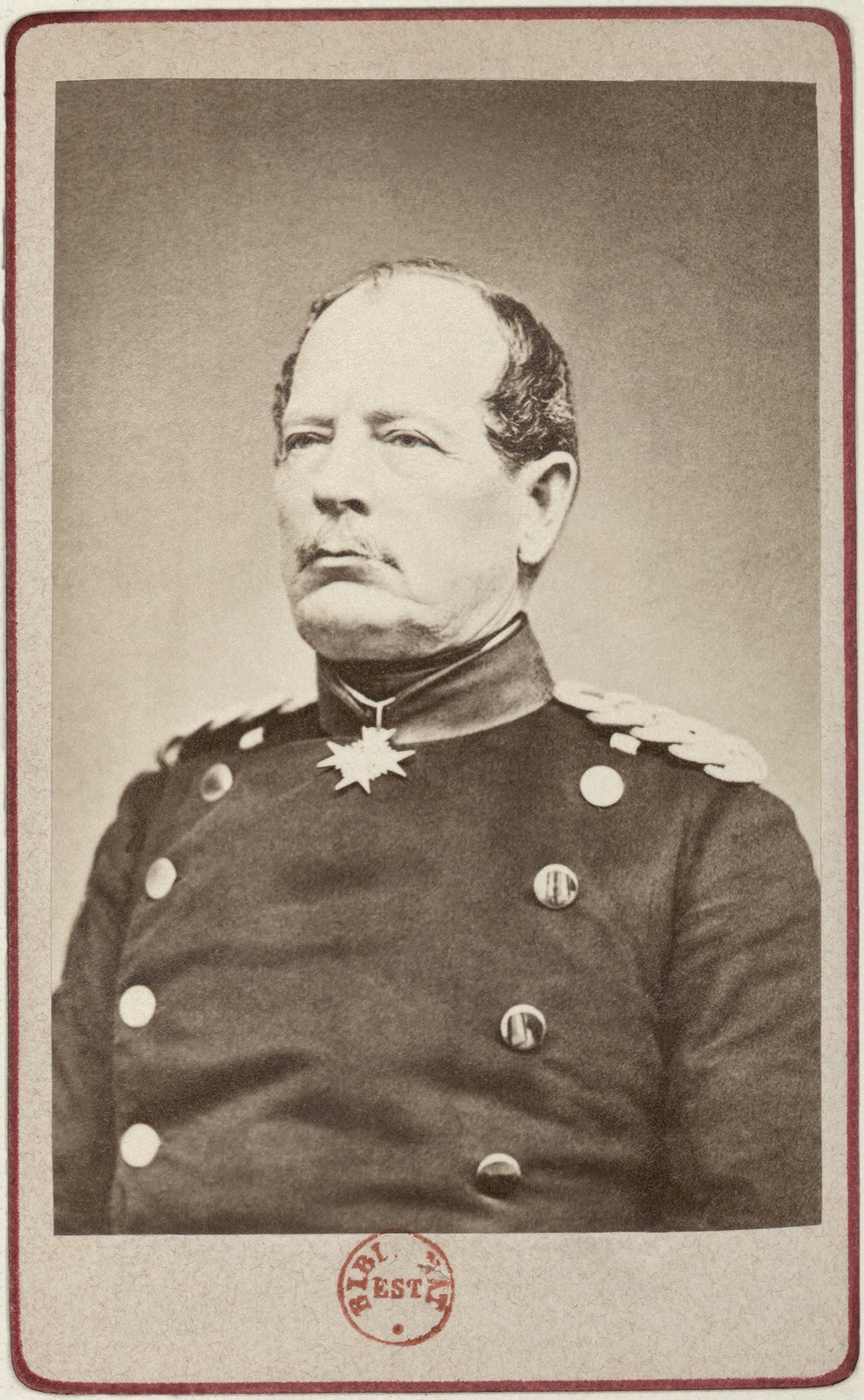
General August von Werder.
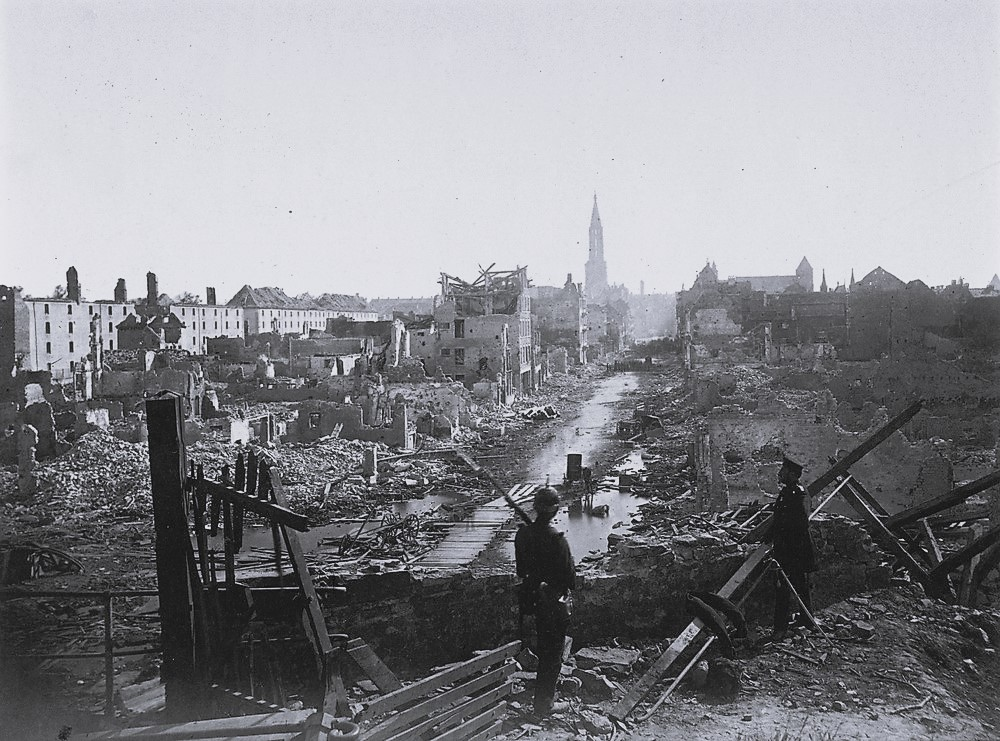
Straatsburg op de dag na de overgave.
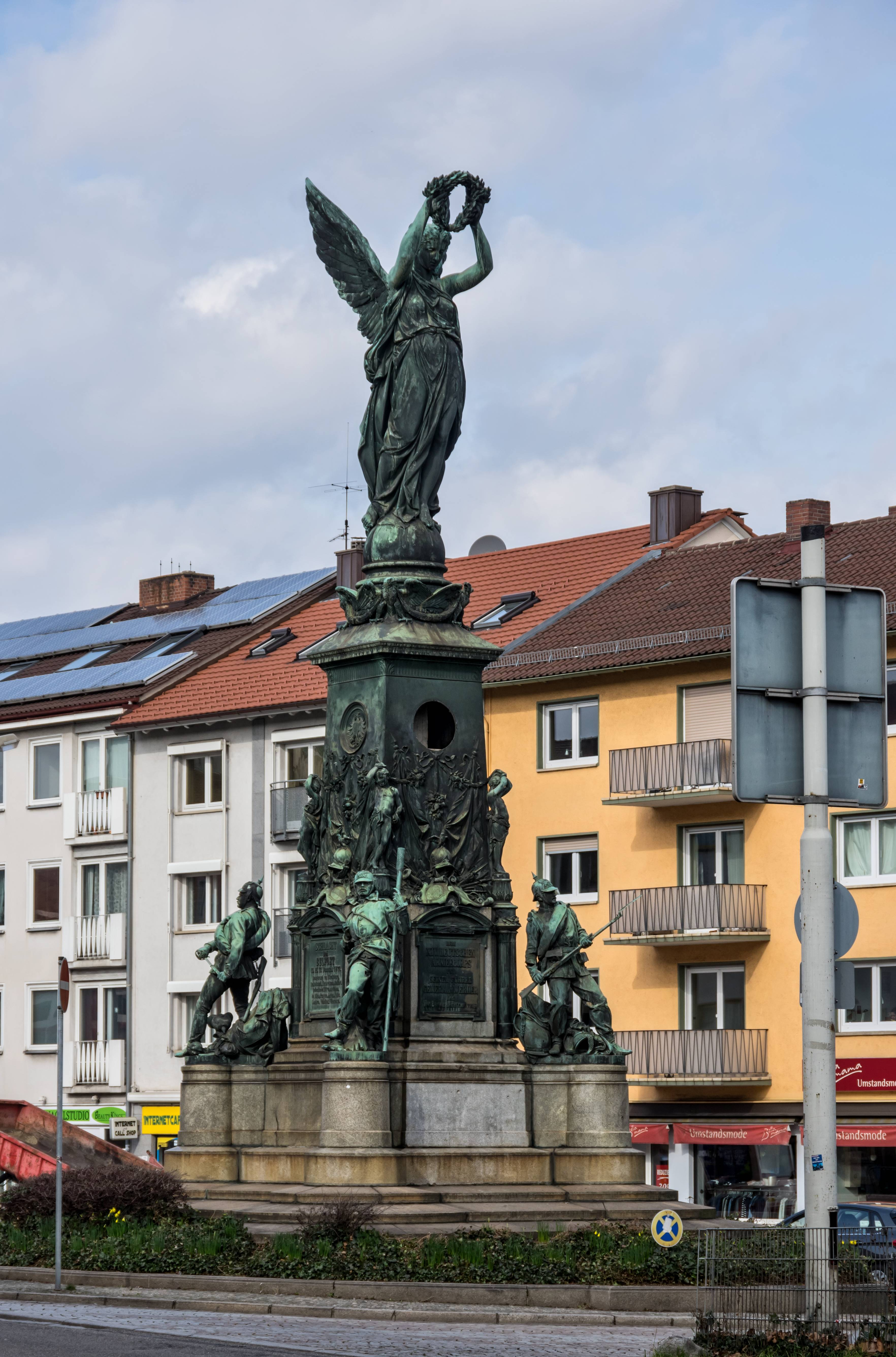
Overwinningsmonument Freiburg in Breisgau.